# کنار دریا
کنار دریا (انگلیسی: By the Sea) فیلمی به کارگردانی چارلی چاپلین است که در سال ۱۹۱۵ منتشر شد. از بازیگران آن می‌توان به چارلی چاپلین، ادنا پرواینس، اسناب پالرد و باد جیمیسون اشاره کرد.